# Literatura științifico-fantastică în Bulgaria

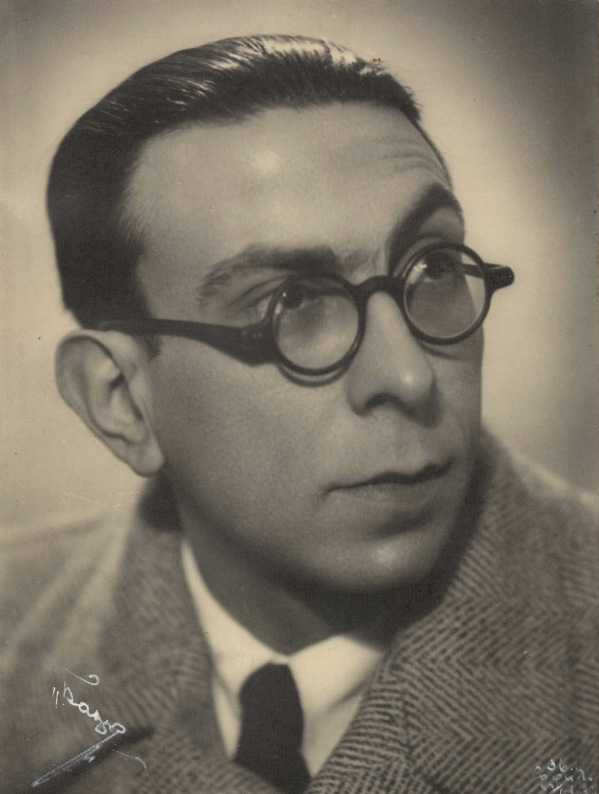
Scriitorul Svetoslav Minkov în 1936

Genul științifico-fantastic în Bulgaria (în bulgară Научна фантастика в България) a apărut la începutul secolului al XX-lea și a câștigat popularitate în Bulgaria în a doua jumătate a secolului al XX-lea. Lucrările bulgărești științifico-fantastice au fost traduse în mai multe limbi străine, cum ar fi limbile rusă, română, franceză, engleză, italiană, spaniolă, germană, ucraineană, daneză, elenă etc.
Rădăcinile literaturii științifico-fantastice din Bulgaria se regăsesc în anii 1920, când Svetoslav Minkov (Светослав Минков, 1902 – 1966) a publicat trei colecții neobișnuite de povestiri (din literatura absurdului): Crizantema albastră (Синята хризантема, 1922), Ceasul (Часовник, 1924) și Pasărea de foc (Огнената птица, 1927). Lucrările sale seamănă remarcabil cu cele ale lui Edgar Allan Poe și H. P. Lovecraft. În 1931, a scris romanul The lady with x-ray eyes - Doamna cu ochi ciudați (Дамата с рентгеновите очи) care a fost publicat prima dată și tradus în limba germană în 1934. A mai fost tradus în limba poloneză în 1960, în limba engleză în 1965 și în limba franceză în 1968.
Un alt scriitor timpuriu al genului a fost Georgi Iliev (Георги Илиев, 1881-1961), autorul romanelor Curs 0 (О-Корс, 1930) și Rebeli [de pe planeta] Teuta (Теут се бунтува, 1933). Aceste două cărți, destinate a fi lucrări serioase pentru cititori serioși, se ocupă de dezastre cosmice la scară largă: moartea Soarelui; încetarea mișcării de rotație a planetei.

## Istorie
Elin Pelin (Елин Пелин, 1877 - 1949) scrie două romane fantastice pentru copii, primele de acest fel în literatura bulgară: Ian Bibian (Ян Бибиян, 1933) și Ian Bibian pe Lună (Ян Бибиян на Луната, 1934).
Anii 1950 au fost marcați de sfârșitul celui de-al doilea război mondial, a existat o lipsă cronică de hârtie și de prese de tipar; iar întregul sistem se afla sub un control ideologic puternic.  Începutul anilor 1950 a fost limitat la imitații fără valoare ale unor lucrări sovietice care descriau un viitor comunist fericit și luminos și distrugerea iminentă a tot ceea ce înseamnă capitalism.
La sfârșitul anilor 1950 au apărut lucrări ca Zemiata Pred Gibel - Земята Пред Гибел (Pământul înainte de moarte) (1957) de Țvetan Angelov (Цветан Ангелов), Raketata ne Otgovaria - Ракетата не отговаря (Racheta nu răspunde) (1958) de Dimităr Peev, Gushterat ot Ledovete - Гущерът от ледовете (Șopârla de gheață) (1958) de Peter Bobev (Петър Бобев) și Atomniat Tshovek - Атомният Човек (Omul atomic) (1958) de Liuben Dilov.
Pavel Vejinov (Павел Вежинов, 1914 - 1983) este unul dintre primii scriitori bulgari care folosește teme fantastice în ficțiunea sa. Este cel mai cunoscut pentru romanul său Bariera (Бариерата, 1977). În acest roman,  compozitorul Anthony Manev întâlnește o fată (Dorothea) care a scăpat dintr-o instituție mentală. Ea a fost închisă  acolo pentru că a susținut că ar putea zbura. În cele din urmă, cei doi se îndrăgostesc și, spre surprinderea sa, compozitorul descoperă că și el poate zbura. El este atât de agitat încât fuge, încercând să se descurce cu noua sa abilitate. Distrusă, fata se sinucide. Romanul este inclus în curriculum-ul studiilor de literatură bulgară la nivel universitar. A fost ecranizat în 1979 în regia lui Hristo Hristov și a fost refăcut în 2012 ca Incognita, o coproducție ruso-bulgară. Filmul și romanul descriu incapacitatea oamenilor de a traversa bariera creată de ei în propria minte, a cărei esență este că universul este mai mult decât materialismul vieții pe pământ. În centrul acestei istorii tragice se află o poveste de dragoste într-un anturaj mistic .
În Pieirea lui Aiax (Гибелта на Аякс, 1973) echipajul navei spațiale "Ajax" trebuie să facă un sacrificiu major, pentru a salva o civilizație extraterestră pe moarte. 
Liuben Dilov (1927-2008) a scris peste 35 de cărți care au fost traduse în peste 10 limbi, cele mai multe științifico-fantastice. Dilov a publicat «Атомният човек» (Omul atomic) în 1958, «Тежестта на скафандъра» (Greutatea scafandrului) în 1969 și «Пътят на Икар» (Drumul lui Icar) în 1974. Dilov descrie în romanul său din 1974 Drumul lui Icar a patra lege a roboticii mărind numărul celor trei legi originale propuse de Isaac Asimov: Un robot trebuie să-și stabilească identitatea ca robot, în toate cazurile."  Dilov explică crearea celei de a patra legi în acest mod: "Ultima lege pune capăt costisitoarelor aberații ale designerilor de a da psiho-roboților o formă cât mai apropiată de cea umană. Și [pune capăt] neînțelegerilor care rezultă..."
Povestirea sa Contacts of a Fourth Kind a fost inclusă în antologia Tales from the Planet Earth. Povestirea sa, „Моят странен приятел астрономът“ (Ciudatul meu prieten, astronomul, 1971), a apărut în Enigma Văii Albe (Povestiri științifico-fantastice bulgare), Editura Tineretului, Colecția SF, 1967. Antologie de Mihail Magiari și Victor Kernbach. În această povestire un renumit astronom descoperă mai multe semnale radio extraterestre care provin din constelația Casiopeea.
Liuben Dilov a fondat Premiul Graviton pentru ficțiune în anul 1991.
Dimităr Peev (1919-1996) este cunoscut în literatura bulgară ca cel mai bun autor de romane "polițiste" (despre miliție). El este autorul unor romane (Ракетата не отговаря, 1958, cu Kiril Marichkov)) și povestiri științifico-fantastice: „Полет във Вселената“ (Zbor în Univers, 1955), „На черната планета“ (Planeta neagră, 1962), „Косъмът на Мохамед“ (Un fir din barba lui Mahomed, 1962), „Опитът успя“ (Încercarea a eșuat, 1964), „Неразчетеният надпис“ (Inscripție nedescifrată, 1964), „Гравитационната гробница“ (Mormânt gravitațional, 1973), „А43М приема гости“ (A43M primește oaspeții, 1975), „Училището - XXIII век“ (Școala - secolul XXIII, 1975), „Срещата“ (Întâlnire, 1978).
Nikolay Tellalov (Николай Теллалов, n. 1967) este un scriitor din noul val. În 2007 a apărut romanul Десет на минус девета (cu sensul de Zece minus nouă sau 10-9), în care tema principală este nanotehnologia, dimensiunile sale, domeniile de aplicare și viitorul ei.

## Colecții de literatură științifico-fantastică

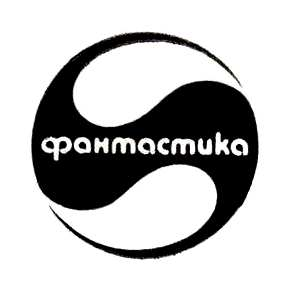
Sigla Biblioteca Fantastica Библиотека "Фантастика"

Între 1977 - 1980 au apărut 60 de cărți în Colecția Biblioteca SF (Библиотека "Фантастика") la editura Patria (Отечество) din Sofia. Pe lângă scriitori străini, aici au debutat scriitori bulgari de literatură științifico-fantastică ca Agop Melkonian (Агоп Мелконян), Liubomir Nikolov (Любомир Николов), Asen Miltchev (Асен Милчев), Nicolas Kesarovski (Никола Кесаровски), Hristo Poshtakov (Христо Пощаков) și Veljko Miloev (Велко Милоев).
La Biblioteca Fantastica,  au fost publicate în limba bulgară pentru prima oară lucrări științifico-fantastice clasice, ca de exemplu The Andromeda Strain (Michael Crichton) Insula locuită (Arkadi și Boris Strugațki), Crisalidele (John Wyndham), Ariel (Aleksandr Beleaev); Solaris (Stanislav Lem) și Războiul Lumilor (H. G. Wells).
În 1979, la inițiativa traducătorului și editorului Milan Asadurov, a apărut Colecția Biblioteca Galactica (Библиотека „Галактика“) la editura Georgi Bakalov din Varna. Inițial a publicat și literatură polițistă. În această colecție, au fost traduse pentru prima dată în limba bulgară  lucrări ale unor autori străini ca Frank Herbert, Robert Silverberg, Ursula K. Le Guin, Raymond Chandler și Arthur Hailey. În Bulgaria, Biblioteca Galactica era una dintre cele mai renumite colecții de SF&F din perioada comunistă. Unele din cărțile sale au fost vândut în mai mult de 100.000 de exemplare.

## Vezi și
- Enigma Văii Albe (Povestiri științifico-fantastice bulgare) (1967)